# نصرالله‌بیگلو
نصرالله‌بیگلو روستایی است که در استان اردبیل، شهرستان گرمی، بخش انگوت، دهستان پایین برزند قرار دارد.

## جمعیت
بر اساس سرشماری سال ۱۳۸۵ جمعیت این روستا ۴۱۷ نفر با ۹۶ خانوار بوده‌است.